# Lona Hanson
Lona Hanson ist ein Roman des US-amerikanischen Schriftstellers Thomas Savage aus dem Jahr 1948. Das zweite Werk des Autors beschäftigt sich mit der Titelfigur Lona Bart Hanson, die in den späten 1920er-Jahren als junge Frau die Ranch ihres Großvaters in Montana übernimmt und im Kampf um den Erhalt von Boden und Vieh ihre Familie zerstört.

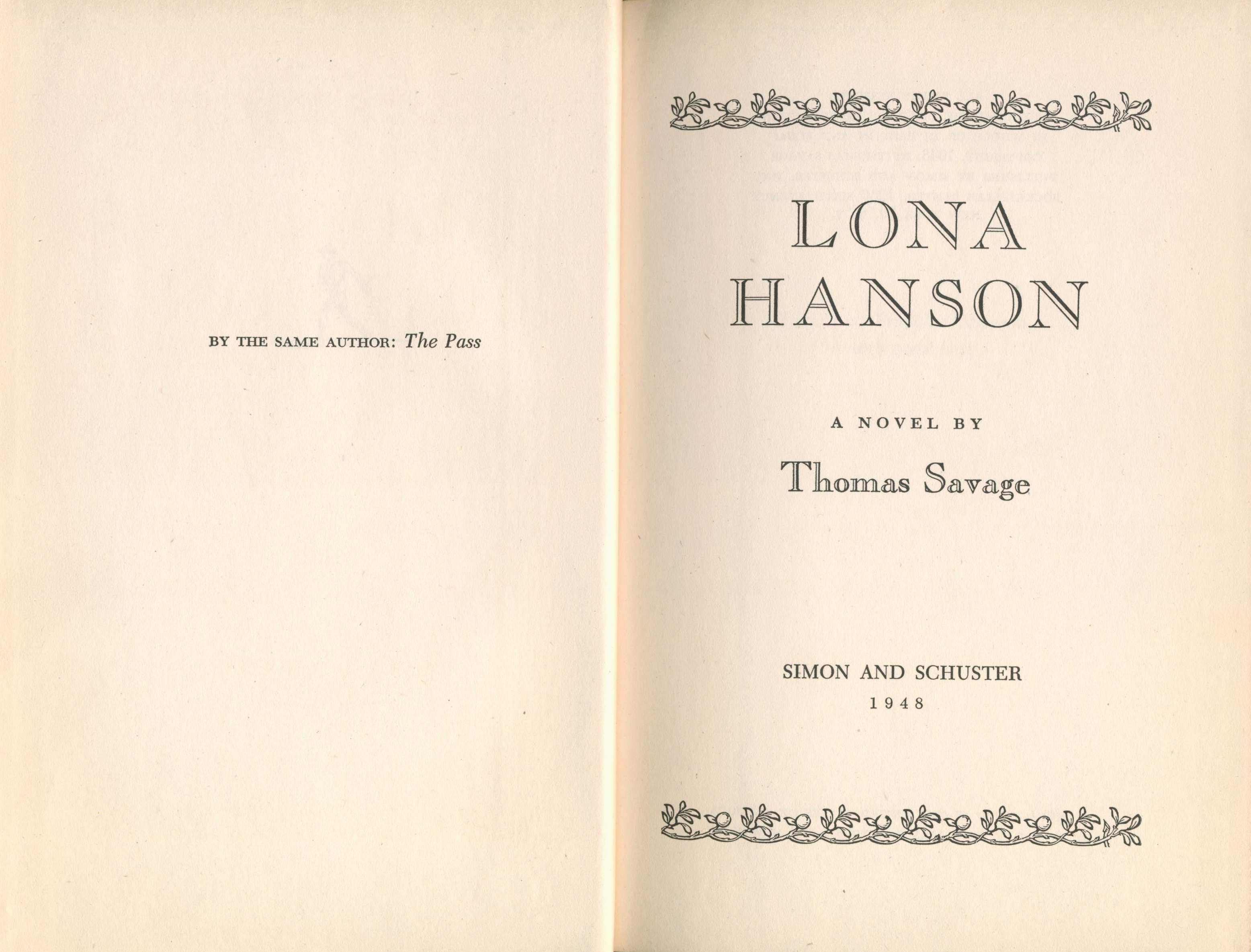
Titelblatt der Erstausgabe aus dem Jahr 1948

## Handlung

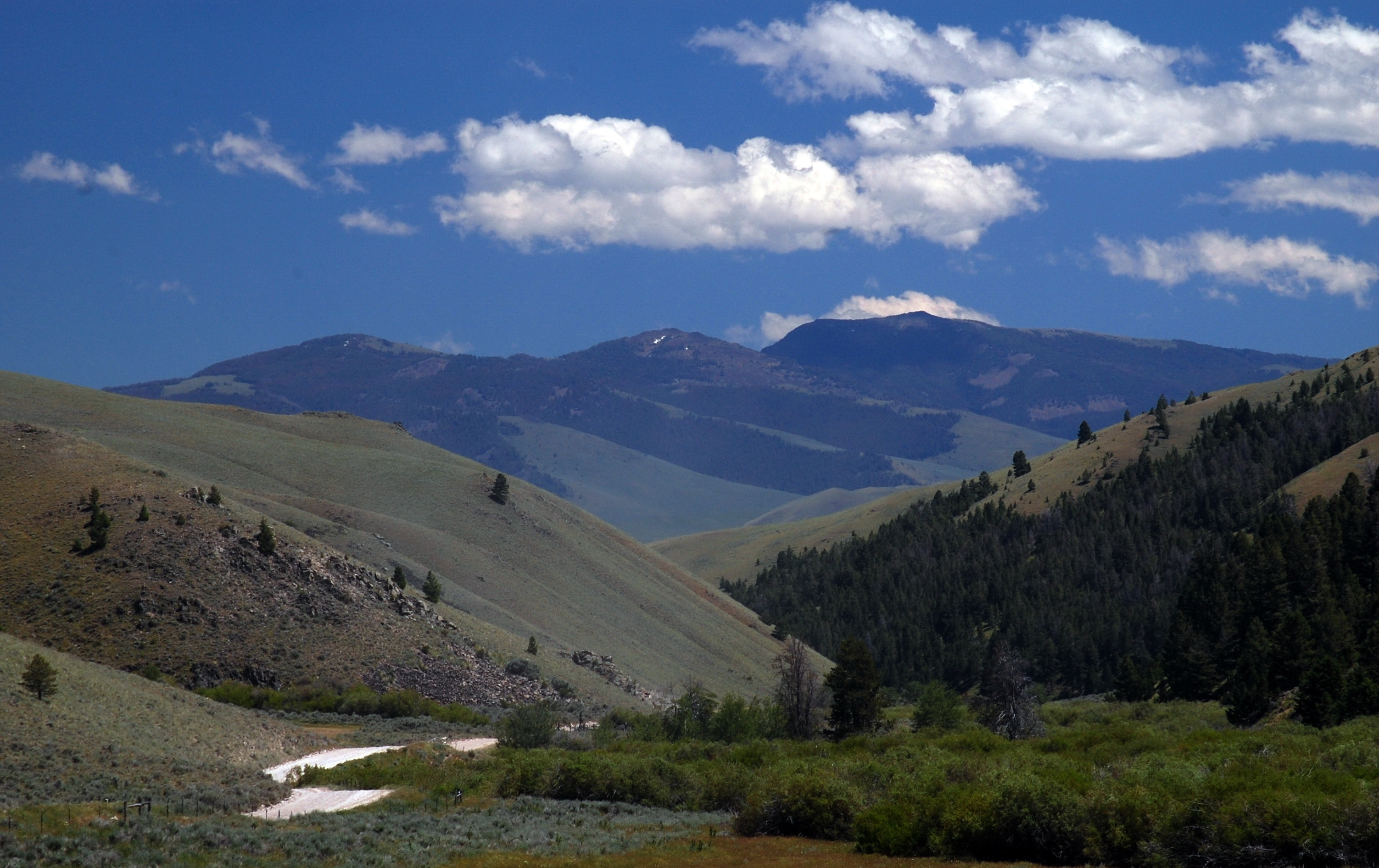
Nahe Horse Prairie, Beaverhead County, Montana, Schauplatz von Lona Hanson

Sentinel im Lost Horse Valley in Montana, 1928: Die 18-jährige Lona Bart Hanson verehrt die Rodeo-Reiterin Bonnie Earl, genannt „Queen of the West“, und reist nach Butte, um sie zum ersten Mal live beim Rodeo zu sehen. Bei einem persönlichen Zusammentreffen macht sich Bonnie Earl jedoch über sie lustig. Lona ist nicht nur deswegen niedergeschlagen. Beim Rodeo wird ihr Geldbeutel gestohlen. Aus der Not hilft ihr der junge Rodeo-Reiter Edward Hiram Rohn, genannt Eddie, der ihr sein letztes Geld leiht. Kurz darauf gewinnt Lona einen Rodeoritt, zu dem Zuschauer aufgefordert worden, und erhält das Preisgeld von 50 Dollar. Lona und Eddie verbringen den Abend in einer Bar und verlieben sich ineinander. Lona lädt Eddie ein, als Arbeiter auf die Ranch ihres Großvaters zu kommen. Sie nennt sich Lona Hanson und verbirgt vor ihm den Nachnamen Bart, der auf eine der großen Ranchfamilien der Gegend verweist.
Lonas Großvater Tom Bart ist ein schlechter Geschäftsmann. Seit dem Tod von Bert Bart vor 15 Jahren führt er die 20.000 Acre große Viehranch mit zahlreichen Arbeitern. Land verkauft er ungern und auch nur, wenn es sich für ihn rentiert: Das junge und naive Paar Betty und Danny Irwin kauft von ihm ein Stück Land, nur um nach dem Kauf zu erkennen, dass es wertlos ist, da sie keine Wasserrechte haben. Diese erwerben sie zusätzlich von Tom Bart gegen Zaunarbeiten. Großherzig ist Tom jedoch mit langjährigen Mitarbeitern, sodass es Lona ist, die den alten Vorarbeiter Higgins entlässt. Neben Tom und Lona gehört auch Lonas Mutter Ruth zur Familie. Sie ist 35 Jahre alt, wurde früh von Rancharbeiter Jim Hanson schwanger und brachte Lona zur Welt. Jim verließ eines Tages mit der Köchin der Barts die Ranch; über ihn wird nicht gesprochen. Ruth ist Alkoholikerin und spielt gelegentlich Klavier im Haupthaus. Im Gegensatz zu Lona arbeitet sie nicht aktiv auf der Ranch, sondern verbringt die meiste Zeit in ihrem Zimmer. Aus Angst vor einem Leben in Armut traut sie sich nicht, die Ranch zu verlassen und ein Leben als Klavierlehrerin in Chicago zu beginnen.
Eddie kommt als Arbeiter auf die Ranch und Tom Bart engagiert in Sentinel den verschlossenen Joe Martin, von dessen Flechtkunst er beeindruckt ist. Zwischen Lona, die die Rancharbeiter jeden Morgen zu ihren jeweiligen Arbeiten einteilt, und Joe Martin kommt es schnell zum Konflikt, da Joe Martin sich weigert, Anweisungen von einer Frau entgegenzunehmen. Der Konflikt verstärkt sich, als Lona heimlich seinen stets verschlossenen Koffer durchsucht und eine .32 ACP darin findet. Sie ahnt, dass er eine dunkle Vergangenheit hat, und setzt dies als Druckmittel ein, um sich Respekt zu verschaffen. Joe Martin wird gezwungen, als Vorarbeiter der Heuernte zu fungieren. Da die Arbeiter Angst vor ihm haben, verläuft die Ernte so reibungslos wie noch nie. Aufgrund der beginnenden Great Depression und Toms Missmanagement der Ranch werden bald finanzielle Probleme der Barts kolportiert. Tom Barts Plan, die Ranch als Guest Ranch für den Tourismus zu öffnen, schlägt fehl. Nur ein Mann erscheint auf der Ranch: Der 30-jährige Clyde Barrows stammt aus wohlhabender Familie, ist Schriftsteller und hofft, auf der Ranch seine Schreibblockade zu überwinden. Er verliebt sich in Lona und auch sie findet Gefallen an ihm, auch wenn ihr Herz weiterhin Eddie gehört.
Tom Bart erkältet sich bei einem von Lona angeordneten nächtlichen Arbeitseinsatz und verstirbt. Sein letzter Wille sieht nicht seine Tochter Ruth, sondern seine Enkelin Lona als Erbin der Ranch vor. Ruth soll von Lona monatlich 50 Dollar erhalten. Die Ranch ist jedoch in einem schlechten Zustand. Die Barts haben 15.000 Dollar Schulden bei der Bank, da Tom Bart ein wertloses Stück Land gekauft hat. Lona überlegt, Toms Testament als ungültig erklären zu lassen, da er zuletzt verrückt gewesen sei, entscheidet sich jedoch dagegen, da sonst ihre Mutter die Ranch erben würde. Um an das fehlende Geld zu kommen, entschließt sie sich, Clyde Barrows zu heiraten. Eddie versucht sie, mit teuren Geschenken über ihre Entscheidung hinwegzutrösten, doch verlässt er die Ranch, kurz nachdem beide zum ersten Mal miteinander geschlafen haben. Zur Hochzeit kommt Clydes Mutter Helen Winston in die Stadt. Erst nach der Hochzeit erfährt Lona von ihr, dass Clyde der Sohn aus ihrer ersten Ehe ist, der Wohlstand jedoch durch ihren zweiten Ehemann in die Familie kam. Clyde selbst hat keinen Cent. Lona fühlt sich betrogen.
Lona, nun Lona Bart Barrows, versucht mit allen Mitteln, die Ranch zu halten. Ein Verkauf des Grund und Bodens ist für sie undenkbar. Clyde vollendet seinen Roman, findet in Lona jedoch kein Verständnis für seine Arbeit. Ruth hingegen, nur fünf Jahre älter als Clyde, ist vom Talent des jungen Mannes begeistert. Beide haben ähnliche Interessen und verbringen einen Abend in Sentinel, wo sie im Kino Rio Rita mit Bebe Daniels und John Boles ansehen. Der Abend endet mit einem Eklat, weil ihnen Lona zurück auf der Ranch wutentbrannt Geldverschwendung vorwirft. Lona verkauft 200 Kühe des Viehbestandes; die 50 Dollar, die Ruth pro Monat zustehen, erhält diese nie. Auch die Lohnarbeiter der Ranch werden auf fünf reduziert, inklusive Joe Martin. Mit ihm fährt sie zum jährlichen Rodeo nach Butte, wo sie hofft, Eddie zu treffen, der ihr regelmäßig Zeitungsartikel seiner Erfolge als Rodeo-Reiter geschickt hat. Sie trifft ihn erst nachts mit den Irwins – er fährt das Paar nach Hause, sodass Lona allein in ihrem Hotelzimmer zurückbleibt. Sie betrinkt sich und lässt nachts Joe Martin in ihr Zimmer, der sie am Ende brutal vergewaltigt. Sie scheut in der Folge die offene Konfrontation mit ihm auf der Ranch, zumal sie verhindern will, dass Joe Martin mit der Tat vor den anderen Arbeitern prahlt. Er tritt immer dominanter auf. Nur der alte Arbeiter Art hält zu Lona, die Art jedoch entlässt. Aus Protest verlässt auch die alte Köchin die Ranch, sodass Ruth, Clyde und Lona gezwungen sind, selbst die Küchenarbeit zu verrichten. Weil die Bank im Zuge der Great Depression in Schwierigkeiten gerät, wird Lona aufgefordert, innerhalb eines halben Jahres die Schulden zu begleichen, mindestens jedoch 5000 Dollar zu zahlen. Lona will sich das Geld von den Irwins holen, da das genutzte Wasser über die Jahre diesen Wert gehabt habe, doch stirbt Danny Irwin kurz vor der Zahlungsfrist an Lona und Betty verlässt die Gegend.
Ruth und Clyde haben erkannt, dass sie sich lieben, und Lona lässt sie gehen. Lona holt Eddie zu sich auf die Ranch, der vor allem vom respektlosen Verhalten Joe Martins gegenüber der inzwischen 22-jährigen Lona irritiert ist. Es wird April und Lona erwartet von Eddie ein Kind. Sie weiß, dass Joe Martin viel Geld zur Seite gelegt hat; im Gespräch mit ihm wird deutlich, dass er 5000 Dollar zahlen würde, wenn er dafür anstelle von Eddie an Lonas Seite und damit an der Spitze der Bart-Ranch stehen würde. Sie bittet ihn in Eddies Abwesenheit in ihr Schlafzimmer. Der Plan, für Eddie eine Vergewaltigung durch Joe Martin zu inszenieren und Eddie damit eine Handhabe zu geben, Joe zu töten, geht schief. Joe durchschaut den Plan und tötet stattdessen Eddie vor Lonas Augen. Sie will ihn anzeigen, doch lockt er sie mit seinem Vermögen und dem damit verbundenen Erhalt der Ranch. Sie entscheidet sich für den Erhalt der Ranch, was besser als nichts sei.

## Hintergrund
Lona Hanson war nach The Pass (1944) der zweite Roman, den Thomas Savage veröffentlichte. Er erschien vier Jahren nach seinem Debütroman 1948 bei Simon & Schuster. Savage hatte seinen bisherigen Verlag Doubleday verlassen, als sein dortiger Lektor während des Zweiten Weltkriegs zum Wehrdienst eingezogen wurde.
Die Coverzeichnung von Lona Hanson, die unter anderem eine ernst blickende blonde Frau zeigt, stammt von Barye Philipps (1924–1964). Eine stilisierte Variante des Frauenporträts wurde auch in der Printwerbung für den Roman genutzt. Der Umschlagrücken zeigt eine Porträtphotographie Savages von Louis Fabian Bachrach, Jr. Das Buch trägt die Widmung „To Louise Franchot Munson, a very great lady“.

### Autobiografische Züge

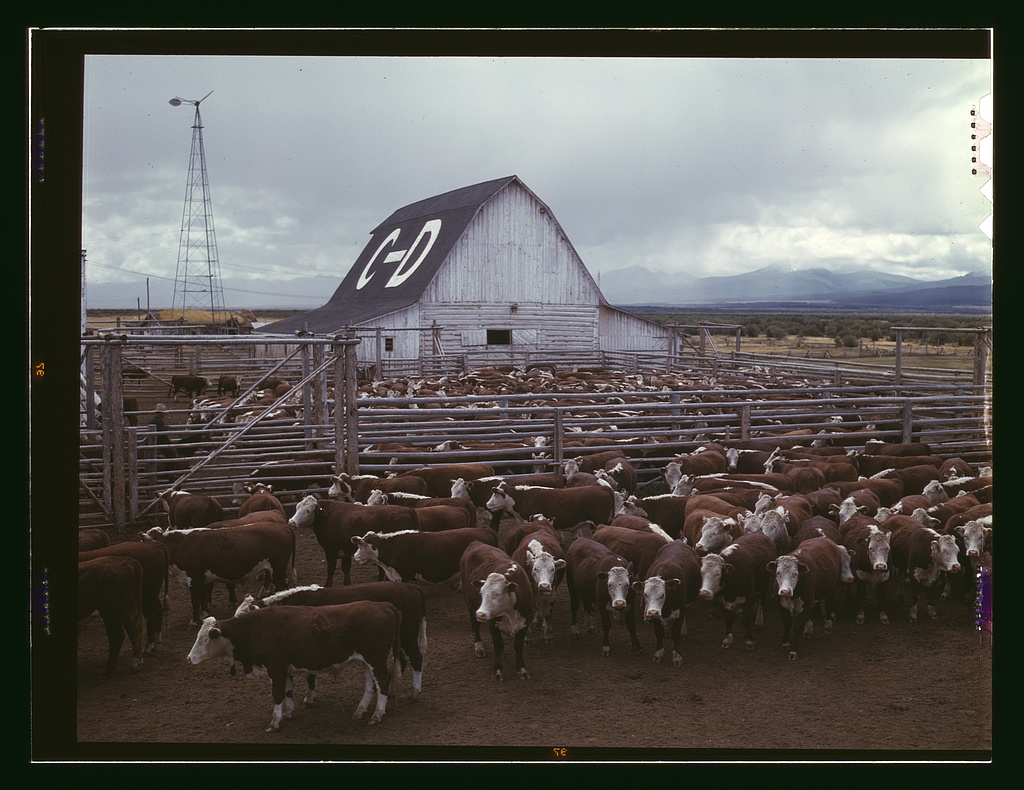
Vieh auf einer Ranch in Beaverhead County, Montana, 1942

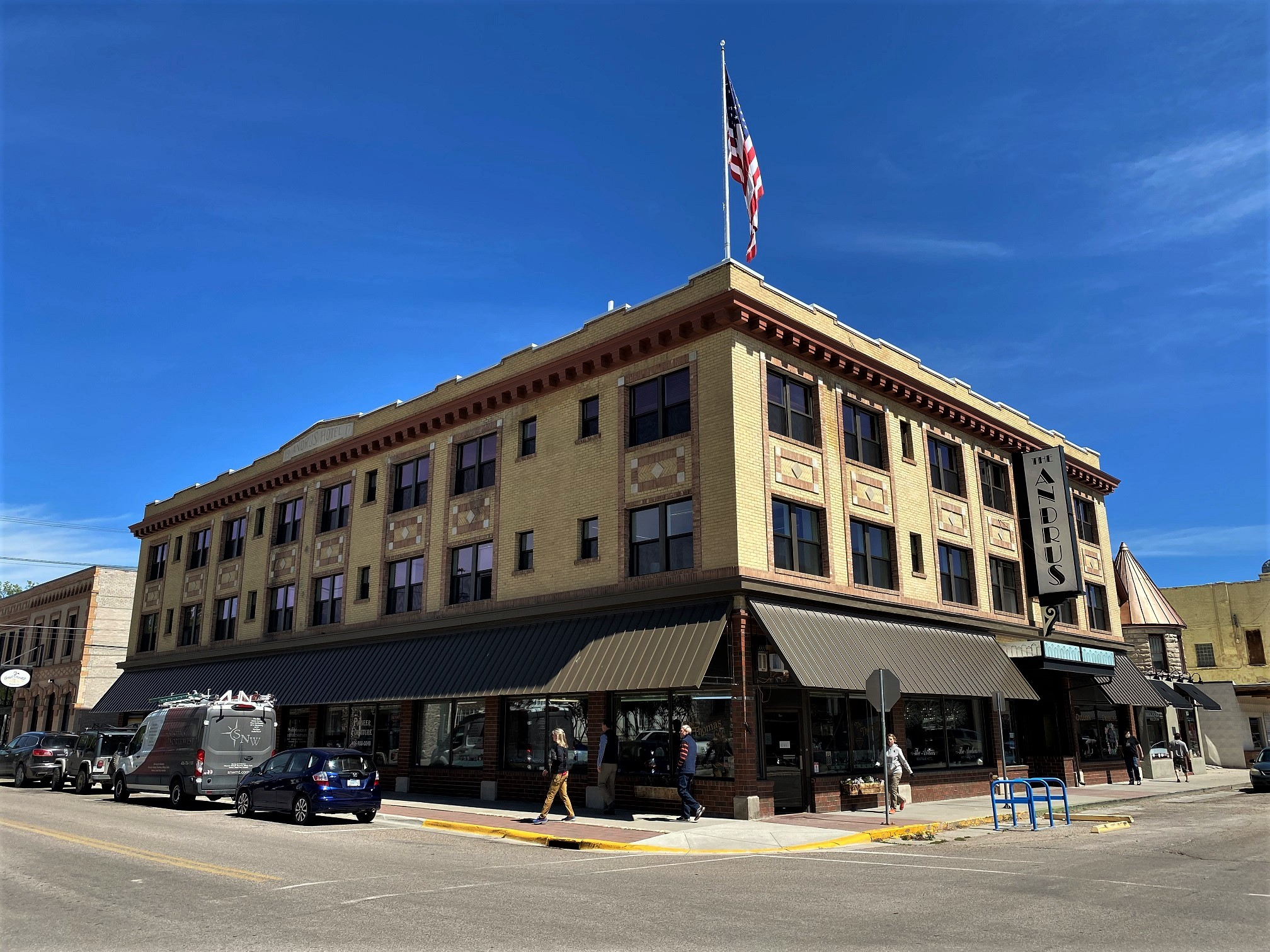
Das Andrus Hotel in Dillon, im Buch Sentinel Hotel

Die Handlung von Lona Savage vollzieht sich in den Jahren 1928 bis 1933 vor dem Hintergrund der Great Depression. Schauplatz ist das Lost Horse Valley, in Wirklichkeit Horse Prairie im Beaverhead County, Montana. Der Roman enthält zudem eine erste wenig schmeichelhafte Zeichnung der realen Stadt Dillon, die im Roman Sentinel heißt. Das Sentinel Hotel des Romans geht auf das reale Hotel Andrus in Dillon zurück. Auch weitere, in Dillon existierende Gegenden, wie der sogenannte Cabbage Patch, das Sugar Bowl Café und die Bordelle („Dixie Rooms“), kommen im Roman vor. Die Kleinstadt Armstead trägt im Roman den Namen Cross-Roads. Im Gegensatz zu Dillon und Armstead veränderte Savage den Namen der Stadt Butte, in dem die Rodeokämpfe stattfinden, nicht.
Savage lässt in For Mary, With Love sein alter Ego über seinen autobiografischen Schreibprozess berichten:

„„I said I made people up, but not really, and that I drew on my own experience such as it was, and that was why my first and second novels [= The Pass, Lona Hanson] were set in the West, on ranches, and that I had come from Montana.““

Lona Hanson war nach Savages Aussage Margaret Jean Orr, dem Mitglied einer der ersten Familien im Beaverhead County, nachempfunden, bildete jedoch bereits einen ersten Entwurf für Savages starke Frauencharaktere. Deutlich lassen sich auch Parallelen zu Savages Großmutter Emma Russell Yearian, der „Sheep Queen of Idaho“, sowie zu Savages Halbschwester Isabell Brenner James ziehen. In Tom Bart finden sich Züge von Savages Großvater Thomas Yearian, dem eher schwachen Ehemann von Emma Russell Yearian wieder, während sich Savage selbst in Teilen im Schriftsteller Clyde Barrows darstellte. Lonas Mutter Ruth ist Savages eigener Mutter Beth Brenner nachempfunden, die im selben Jahr wie Ruth geboren ist, Klavier spielte und ebenfalls Alkoholikerin war. In Joe Martin, der hervorragend flechten kann, Frauen verachtet und Lona verhöhnt sowie im Laufe der Handlung auch vergewaltigt, stellte Savage erstmals seinen verhassten Stiefonkel William Brenner dar.
Auch in der Zeichnung der Ranch griff Savage auf seine eigenen Erfahrungen zurück: Die fiktive Barts Ranch gleicht im Aussehen der großelterlichen Yearian Ranch in Idaho, ist ansonsten aber der Ranch seines späteren Adoptivvaters, der Brenner Ranch in Montana, nachempfunden. Beim Wandel der Barts Ranch zur Guest Ranch, den Tom Bart zum Abbau von Schulden einleitet, griff Savage auf seine eigene Zeit auf einer Guest Ranch in Skookumchuck bei Cranbrook in British Columbia zurück. Hier hatte er im Sommer 1936 unter anderem Reitstunden für Touristen gegeben.
Zahlreiche Figuren, Objekte und Landschaften in Lona Hanson erscheinen in späteren Romanen Savages verfeinert erneut. Der Roman gilt vor allem als grober Entwurf für Savages bestes Werk Die Gewalt der Hunde, mit Zeichnungen von Ruth als Rose, Clyde als Peter und Joe Martin als Phil Burbank.

### Motive
Savage zeichnet in Lona Hanson die Geschichte einer Rancherdynastie, mit Urgroßvater Bert Bart als verstorbener Überfigur und den ihm nachfolgenden Generationen. Hauptthema ist dabei die dysfunktionale Dynastie und die obsessive Zerstörung von Familie. O. Alan Weltzien verglich Lona Hanson dabei mit dem 1991 erschienenen Roman Tausend Morgen von Jane Smiley.
Das Motiv der dysfunktionalen Familie kehrt auch in Folgewerken Savages immer wieder, wobei vor allem die fehlende Vaterfigur ein zentrales Thema ist. In Lona Hanson spielt der Vater Lonas keine Rolle. Er hat die Familie schon vor Jahren verlassen, sodass Lona nur sein Nachname Hanson geblieben ist. Der eigentlich starke Mann im Haus zeigt sich als schwächstes Glied der Familie und zieht die Köchin der Ranch seiner Familie vor. Auch andere Männerfiguren im Roman sich schwach, so Lonas „weiblicher“ Ehemann Clyde Barrows, ein scheiternder Schriftsteller und Guest Rancher, der zu feine Hände für die harte Arbeit hat und mittellos ist, sodass er kein tragbarer Ehemann für Lona sein kann. Auch Lonas Großvater Tom Bart ist schwach: Er will gegenüber langjährigen Mitarbeitern nicht durchgreifen und lässt sich zunehmend von Lona lenken. Er denkt sentimental und nicht wirtschaftlich und hinterlässt der Familie hohe Schulden, die den langsamen Ruin der Ranch beschleunigen. Nicht nur die zentralen Männerfiguren in Lonas Familie werden als schwach und weiblich gezeichnet, sondern auch Lonas Mutter Ruth, die an der Rancharbeit keinen Anteil nimmt, Klavier spielt und dem Alkohol verfallen ist. Ironischerweise versagen sowohl Ruth als auch Clyde bei typisch „weiblichen“ Aspekten wie der Küchenarbeit. Folgerichtig verlassen sie gemeinsam die Ranch. Das Verwischen von Geschlechtszuordnungen ist ein zentrales Motiv in Savages Werk. Lona überschreitet Geschlechtergrenzen und ist ein „zutiefst beunruhigender Geschlechtermix“ („profoundly uneasy gender mix“). Sie kommt nach ihrem harten Urgroßvater Bert Bart, dem Patriarchen der Bart-Dynastie, und wird als „overgrown tomboy and masculinized boss“ („verwilderter Wildfang und vermännlichter Chef“) gezeichnet, und kann am Ende keiner Geschlechtsidentität gerecht werden: Sie bleibt allein auf der Ranch (Lona – alon(e)) und hat sowohl Mann als auch Liebhaber verloren. Schon früh im Roman wird Lona für ihre männliche Art von ihrem Idol Bonnie Earl verspottet:

„„What do you think you are, anyway – a cowgirl?“ Bonnie turned to grin at the pretty girls. […] One said, „Maybe she thinks she’s a cowboy – more like.“ They began to laugh …“

Savage übt in Lona Hanson auch Kritik an der ausschließlich auf Vieh fokussierten lokalen Wirtschaft in Montana. Als typisches Western-Motiv wird die Verbundenheit von Mensch und Land in den Mittelpunkt gestellt. Ohne ihr Land ist Lona nichts und sie kann sich eine Welt außerhalb des eigenen Besitzes nicht vorstellen. Ihre Selbstdefinition bezieht sich auf den Landbesitz allein, sodass es für sie undenkbar ist, Land ab- oder aufzugeben. Wie bereits in The Pass beschreibt Savage auch in Lona Hanson die Ranch als ruinösen Ort, sowohl finanziell als auch moralisch.
The Pass und Lona Hanson, Erstlingswerk und zweiter Roman, nehmen im Gesamtwerk von Thomas Savage eine Sonderstellung ein. Beide Romane gehören zu den Werken des Autors, die im Montana seiner Kindheit und Jugend spielen. Erst fast 20 Jahre später kehrte Savage mit Die Gewalt der Hunde (1967) in den amerikanischen Westen zurück. Inhaltlich folgt Lona Hanson dem Erstlingsroman: Dieser spielt von 1913 bis 1924, Lona Hanson von 1928 bis Frühjahr 1933.
Neben The Pass war Lona Hanson der einzige Roman Savages mit allwissendem Erzähler. Inhaltlich sind beide Romane naturalistisch geprägt: Die Hauptfiguren werden durch die Landschaft Montanas geprägt, herausgefordert und auch zerstört. Sie stehen damit im Gegensatz zu späteren Werken Savages, die im Westen spielen (Die Gewalt der Hunde, The Liar, Midnight Line, Mein Bruder – meine Schwester, For Mary, With Love und The Corner of Rife and Pacific) und die psychologische Ebene in den Vordergrund stellen. Der Fokuswechsel im Werk Savages lässt sich durch die den Autor prägende Kenntnis, dass er eine Schwester hat, die die Familie bisher vor ihm verschwiegen hatte, erklären.

## Veröffentlichung
Lona Hanson wurde 1948 als Hardcover bei Simon & Schuster veröffentlicht. Im Folgejahr erschien der Roman bei Signet Books auch als Paperback. Lona Hanson kam unter dem Titel L’erede dei Bart 1954 auch in Italien heraus. Der Roman wurde 2011 vom Drumlummon Institute mit Riverbend Publishing (Helena, Montana) neu veröffentlicht; das Vorwort zum Roman schrieb O. Alan Weltzien. Drumlummon hatte in Zusammenarbeit mit Riverbend zwei Jahre zuvor bereits Savages Erstlingsroman The Pass neu veröffentlicht.

## Rezeption
Die Kritik lobte die realistische Zeichnung der Charaktere, konstatierte jedoch auch, dass Savage in seinen Romanen nicht an ein gutes Ende zu glauben scheine. O. Alan Weltzien nannte das Romanende unglaubwürdig, überzogen und melodramatisch, was jedoch der Handlung selbst keinen Abbruch tue. Wie A. B. Guthrie Juniors 1947 erschienener Roman The Big Sky sei Lona Hanson ein Grundlagentext („a foundational text“), jedoch im Gegensatz zu Guthries Werk eine „negative Analyse des Imperiums“ („a negative anatomy of empire“). Annie Proulx sah Lona Hanson, gemeinsam mit Savages Romanen The Pass und Die Gewalt der Hunde, als späte Werke des Goldenen Zeitalters der amerikanischen Landschaftsromane an, zu denen sie Autoren wie William Faulkner und Ernest Hemingway zählte.
Savage lehnte rückblickend Lona Hanson, wie auch seinen folgenden Roman A Bargain With God, als „zu sentimental“ und deterministisch ab und konstatierte, dass er zu dieser Zeit noch in einer Lernphase gewesen sei. Dennoch wurde Lona Hanson mit über 750.000 verkauften Exemplaren Savages größter kommerzieller Erfolg.

## Geplante Verfilmung

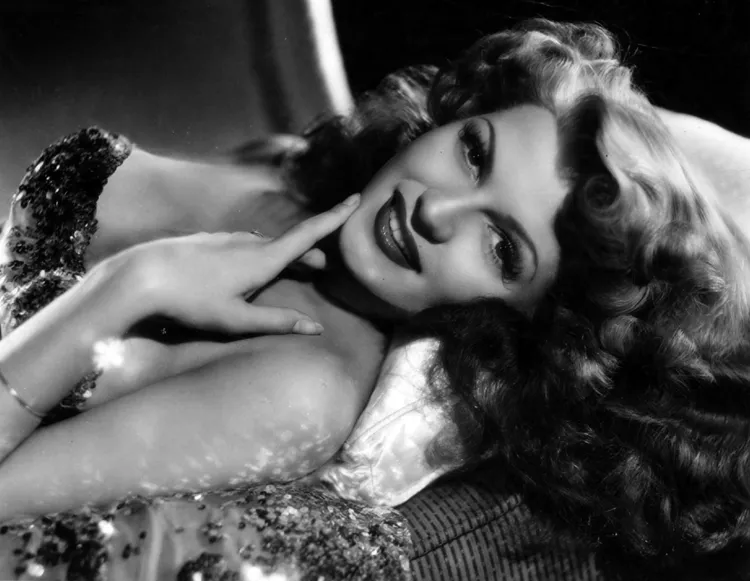
Rita Hayworth 1942

Noch vor der Veröffentlichung von Lona Hanson erwarb Columbia Pictures im April 1948 die Filmrechte für 50.000 Dollar. Überregional sorgte dies auch deshalb für Schlagzeilen, weil Savage im selben Monat ein Darlehen in Höhe von 500 Dollar für den Kauf von Möbeln von einer Bostoner Bank verwehrt worden war, weil er als „poor risk“ galt. Eine nachträgliche Bewilligung des Kredits aufgrund der Filmrechtegelder lehnte Savage ab. Neben der New York Times, die die Anekdote den „durchschlagendsten Fall literarischer Gerechtigkeit der letzten Jahre“ nannte, berichtete unter anderem auch das bekannte Magazin Life darüber. Savage selbst nahm in seinem autobiografischen Roman Mein Bruder – meine Schwester darauf Bezug, so sagt die Ehefrau des Savage nachempfundenen Erzählers zu ihm, dass seine Mutter immer Angst um ihn gehabt habe: „Deswegen war sie natürlich glücklich, als man dir beim Film fünfzigtausend Dollar gab, denn dafür hatte man dort drüben Sinn.“.
Der Film war unter der Regie von Norman Foster mit Rita Hayworth und William Holden in den Hauptrollen geplant. Produziert werden sollte der Film durch S. Sylvan Simon für die Beckworth Corporation, die zu 50 % Columbia und zu 48 % Rita Hayworth gehörte. Hayworth hatte sich dabei vertraglich verpflichtet, für Beckworth zwei Filme pro Jahr zu drehen. Lona Hanson wurde als großer „Tempowechsel“ („decided change of pace“) in Hayworths Karriere angekündigt.
Das Drehbuch schrieb Jo Swerling, wobei er ein von Hayworth im September 1948 abgelehntes Drehbuch umschrieb und mehr auf die Hauptdarstellerin zuschnitt. Der Beginn der Dreharbeiten war für November bzw. Dezember 1948 in Nogales, Arizona, vorgesehen. Bereits Anfang Dezember wurde Hayworth vom Set suspendiert, da sie zu angesetzten Garderoben- und Make-up-Tests nicht erschienen war. Als Grund gab sie an, dass die Rolle der Lona Hanson für sie ungeeignet sei, nicht auf sie zugeschnitten worden sei und ihrer Karriere schaden würde („would be detrimental to me“). Sie selbst hatte das fertige Skript nach eigener Aussage erst Anfang Dezember erhalten. Die Arbeiten am Film wurden Mitte Dezember eingestellt. Savage legte das Geld für die Filmrechte an und erhielt so langjährige finanzielle Sicherheit.